# Стенько, Дмитрий Алексеевич
Дмитрий Алексеевич Стенько (5 июня 1923, с. Чаплиевка Шосткинского района Черниговской области Украинской ССР — 23 сентября 1944, Варшава, Польша) — советский разведчик, участник партизанского движения во время Великой Отечественной войны, сержант Советской армии, награждён Орденом Отечественной войны II степени. Боевой друг советского разведчика и писателя Ивана Андреевича Колоса.

## Биография
Родился в семье Алексея Петровича Стенько (10.10.1883 - 23.09.1966) и Марины Корнеевны Стенько (15.11.1883—15.07.1977), в начале 1930-х годов переселившихся из Украины в Приморский край. Младший ребенок в семье.
Учился в школе № 5 Сучанского рудника (с 1935 года — город Сучан, с 1972 года — город Партизанск), Приморский край. В 1940 году окончил горно-промышленное училище треста «Сучануголь», получив специальность токаря четвёртого разряда. Член Комсомола.

## Великая Отечественная война
С началом Великой Отечественной войны в 1941 году был призван в РККА Сучанским РВК Приморского края.
С 1941 по 1942 год проходил подготовку в школе особого назначения НКВД (ныне Академия внешней разведки).
С 1942 года служил радистом разведывательной группы разведывательного отдела штаба 1-го Белорусского фронта, действовавшей в тылу врага в Полесье на юге Белоруссии.
В первой половине 1944 года радист ефрейтор Дмитрий Стенько вместе с лейтенантом Иваном Колосом дважды направлялся в тыл противника для выполнения специальных разведывательных заданий. Поставленные перед ними задачи разведчики выполнили успешно и благополучно возвратились к своим. В сохранившейся боевой характеристике на ефрейтора Стенько, подготовленной в феврале 1944 года начальником разведотдела фронта, сказано: «Будучи в тылу противника в качестве радиста, Стенько Д. А. показал себя смелым и морально устойчивым. К своей работе относился добросовестно. Связь обеспечивал отлично. Свое дело знает хорошо. В тылу противника ориентировался быстро. Достоин и в дальнейшем работать агентом-радистом».

## Боевой путь[3]
- Боевые действия в составе: БелФ 04.09.1941 - 04.09.1941
- Боевые действия в составе: БелФ 16.09.1943 - 23.09.1943
- Боевые действия в составе: БелФ 01.11.1943 - 01.11.1943
- Гомельско-Речицкая наступательная операция. 10.11-30.11.43 г.
- Боевые действия в составе: БелФ 14.11.1943 - 14.11.1943
- Боевые действия в составе: БелФ 15.11.1943 - 15.11.1943
- Боевые действия в составе: БелФ 17.11.1943 - 21.11.1943
- Боевые действия в составе: БелФ 27.11.1943 - 01.12.1943
- Боевые действия в составе: БелФ 01.01.1944 - 01.01.1944
- Калинковичско-Мозырская наступательная операция. 8.1-8.2.44 г.
- Боевые действия в составе: БелФ 01.02.1944 - 01.02.1944
- Рогачевско-Жлобинская наступательная операция правого крыла Белорусского фронта. 21.2-26.02.44 г.
- 5-й удар. Разгром немцев в Белоруссии. 01.06.1944 - 31.07.1944
- Боевые действия в составе: БелФ 16.06.1944 - 16.06.1944
- Витебская наступательная операция. 23.6-28.6.44 г. (Операция 5-го удара)
- Витебско-Оршанская наступательная операция. 23.6-28.6.44 г. (Операция 5-го удара)
- Могилевская наступательная операция. 23.6-28.6.44 г. (Операция 5-го удара)
- Бобруйская наступательная операция. 24.6-29.6.44 г. (Операция 5-го удара)
- Минская наступательная операция. 29.6-4.7.44 г. (Операция 5-го удара)
- Вильнюсская наступательная операция. 5.7-20.7.44 г. (Операция 5-го удара)
- Люблинско-Брестская наступательная операция. 18.7-2.8.44 г. (Операция 5-го удара)
- Белостокская наступательная операция. 19.7-27.7.44 г. (Операция 5-го удара)
- Каунасская наступательная операция. 28.7-20.8.44 г. (Операция 5-го удара)
- Осовецкая наступательная операция. 6.8-14.8.44 г.
- Наступательные действия армий левого крыла 2-го Белорусского фронта. 22.8-2.11.44 г.

## Варшавское восстание
1 августа 1944 г. в Варшаве началось восстание против немецких оккупантов.
Ивана Колоса и Дмитрия Стенько направили в Варшаву для того чтобы войти в контакт с восставшими.
Боевой приказ № 4
«Резиденту радиофицированной резидентуры «Олег».
Для выполнения специального задания в тылу противника назначаю:
1. Лейтенанта Колос Ивана Андреевича, псевдоним «Олег» — резидентом.
2. Ефрейтора Стенько Дмитрия Алексеевича, псевдоним «Оскол», — радистом.
Приказываю:
1. В ночь на 21 сентября 1944 года убыть самолетом По-2 в тыл противника с приземлением на парашютах в районе улиц Маршалковская и Пенкна в г. Варшаве с задачей:
а) немедленно после приземления войти в контакт с представителями командования отрядов армии Людовой, действующих в районе места вашего нахождения, с целью установления действительного положения отрядов, их вооружения, кто командует отрядами и ближайшие намерения командования.
б) Держать регулярную связь с нами. Ваши радиограммы подписывать псевдонимом «Олег» и адресовать командиру. Радиограммы от нас будут адресоваться «Олегу» и подписаны «Командир».
2. На оперативные расходы, связанные с выполнением задания, вам выдастся пять тысяч злотых.
3. Экипировка, вооружение, радиоимущество и продукты питания согласно сводной ведомости.
Приказ изучили и приняли к исполнению:
«Олег».
«Оскол».

18 сентября 1944 года».
21 сентября 1944 года в 5.20 утра радист Дмитрий Стенько вместе с разведчиком Иваном Колосом были поочередно десантированы на парашютах из самолетов По-2 в центральную часть Варшавы. При приземлении был тяжело ранен.
Поляки не сразу смогли найти Дмитрия Стенько. Ему не повезло. Во время приземления купол его парашюта зацепился за балкон пятого этажа семиэтажного разрушенного дома между улицами Гожа и Сенной.  Юзеф и его товарищ из повстанцев искали русского на земле, а он висел на стропах между пятым и четвертым этажом этого злополучного дома, находившегося на полосе, за которой начиналась территория, контролируемая немцами.
И все-таки поляки его обнаружили. Вдвоем они не смогли оказать помощь Дмитрию Стенько, который уже несколько часов беспомощно висел над землей. Он тоже получил тяжелое ранение. Стропы перепутались и обвязали тело парашютиста так, что он никогда бы не смог самостоятельно выбраться из этой ситуации.
Юзеф отправил своего товарища сообщить о положении русского майору Сэнку, а сам остался контролировать обстановку.
Вскоре к дому, который продолжал дымиться, несмотря на то что в нем уже все выгорело, прибыло несколько повстанцев. Среди них был и лейтенант Колос. Превозмогая боль от полученных при приземлении травм и ушибов, он поднялся на пятый этаж. Стенько висел над улицей почти горизонтально. Голова его упиралась в перила балкона, а ноги застряли среди исковерканных прутьев ограждения.
Юзеф и второй поляк, фамилия которого была Хожинский, поддерживали тело Стенько, который был без сознания. Когда Колос перерезан стропы, они втянули измученного парашютиста на балкон. Он был жив. Колос перевязал рану на ноге своим индивидуальным пакетом. После этого поляки понесли Стенько на первый этаж.
В подвале майора Сэнка Дмитрию Стенько была оказана необходимая медицинская помощь.
Лейтенант Колос приступил к выполнению задания. Майор Сэнк подробно рассказал Колосу о трудном положении, в котором оказались повстанцы, окруженные со всех сторон немецкими регулярными частями. Обобщив данные о ситуации в Варшаве, Колос подготовил первое донесение начальнику разведывательного отдела штаба фронта.
Стенько чувствовал себя плохо, тем не менее он настроил передатчик и отправил первое донесение Олега Командиру. Когда сеанс связи с разведотделом фронта завершился, радист свернул свою станцию. Не прошло и минуты, как в соседнем помещении раздался сильный взрыв. В дом попала немецкая мина. Осколки ее смертельно ранили и Дмитрия Стенько…

## Награды
- Орден Отечественной войны II степени (09.06.1944)[5]

Из наградного листа:

Т.Стенько в тылу противника находится с мая 1943 г. по настоящее время (прим. – май 1944 г.) в качестве радиста разведывательной группы лейтенанта Колоса. За это время показал себя способным радистом. Несмотря на сложную обстановку т.Стенько своевременно обеспечивает передачу ценных сведений о противнике. Участвовал в 5 боях с немцами и на своем счету имеет 37 убитых солдат и офицеров противника. В одной из боевых операций лично сделал налет на дом полиции, где уничтожил 5 полицейских и захватил ценные документы. Взорвал машину с жандармами, в результате чего было убито 10 жандармов.

## Память
В честь Дмитрия Стенько названа улица на железнодорожной станции Фридман Партизанского городского округа.
В советское время имя Дмитрия Стенько носила пионерская дружина в школе № 5 города Партизанска Приморского края.

## Искусство
Дмитрий Стенько упоминается в книге советского писателя Ивана Андреевича Колоса «Прыжок в темноту»: